# Coptoprepes campanensis
Coptoprepes campanensis là một loài nhện trong họ Anyphaenidae.
Loài này thuộc chi Coptoprepes. Coptoprepes campanensis được M. J. Ramírez miêu tả năm 2003.